# Atacama Pathfinder Experiment

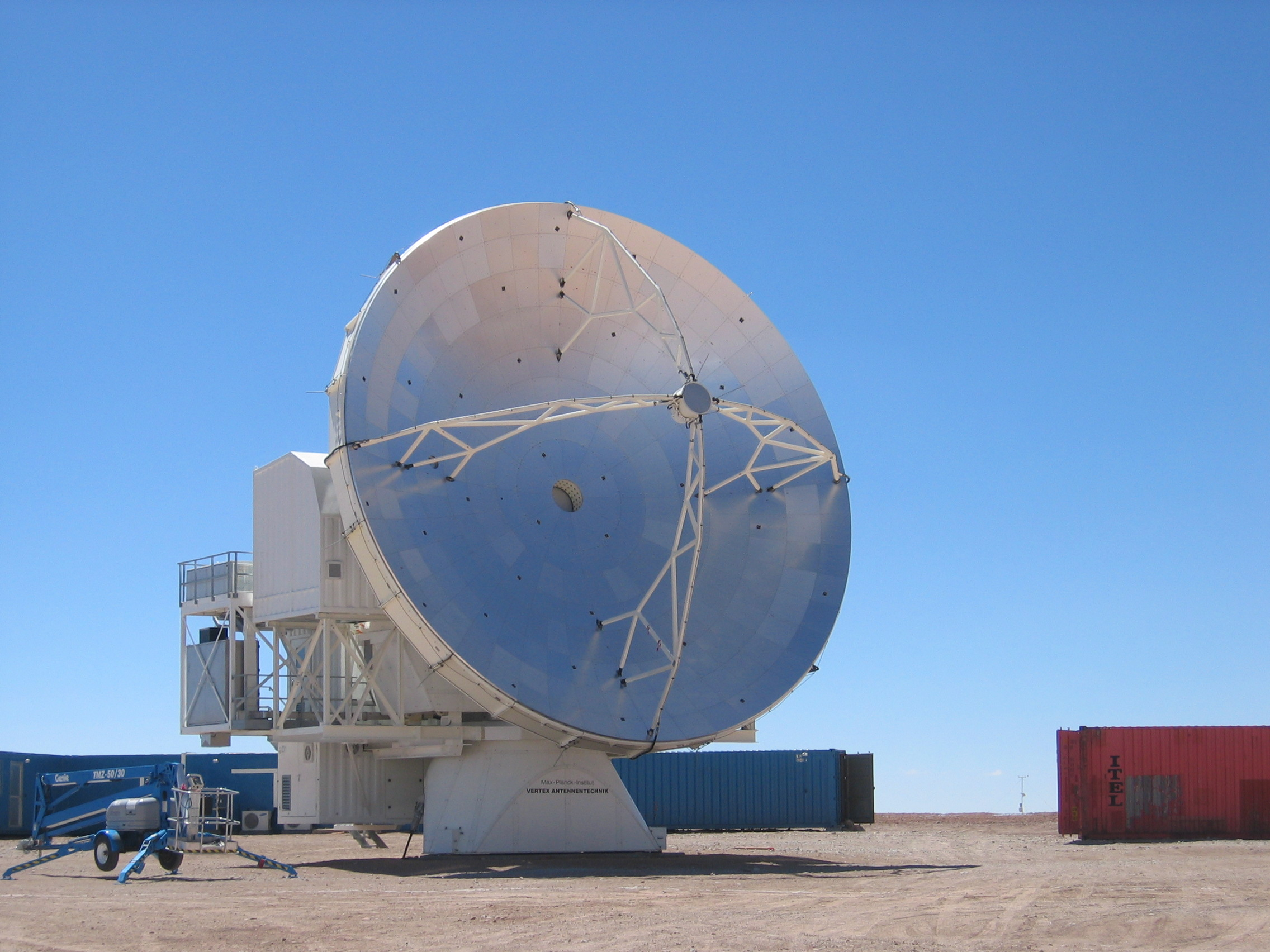
Radiotelescópio APEX

O Atacama Pathfinder Experiment (APEX) é um radiotelescópio a 5.104 metros acima do nível do mar, em um dos observatórios do Llano de Chajnantor, no deserto de Atacama, Chile, a 50 quilômetros a leste de San Pedro de Atacama a construido e operado por 3 institutos de investigação europeus. O prato principal tem um diâmetro de 12 m, e é composto de 264 painéis de alumínio com uma precisão de superfície média de 17 micrómetros. O telescópio foi inaugurado oficialmente em 25 de setembro de 2005. O telescópio APEX, em 2016, mapeou a área completa do plano galáctico visível do hemisfério sul, pela primeira vez em comprimentos de onda submilímetro, ou seja, entre ondas luz infravermelha e de rádio.